# Phimenes flavopictus
Phimenes flavopictus (лат.) — вид одиночных ос рода Phimenes из семейства Vespidae.

## Распространение
Южная (Индия, Непал, Шри-Ланка) и Юго-Восточная Азия (Вьетнам, Индонезия, Китай, Лаос, Малайзия, Мьянма, Сингапур, Таиланд).

## Описание
Чёрные осы с яркими желтоватыми отметинами и тонким длинным стебельком брюшка (петиоль). Длина около 2 см. Первый тергит в 1,5 и более раз длиннее мезосомы; боковые части проподеума гладкие, блестящие; последний стернит самцов без продольного шва (у близкого рода Delta признаки иные: менее чем в 1,5 раза; пунктированные бока проподеума и наличие шва на стернуме самцов). Первый тергит слабо или мелко пунктирован. Второй тергит без ламеллы. Средние голени с одной вершинной шпорой. Вторая субмаргинальная ячейка переднего крыла базально заострённая. Вид был впервые описан в 1849 году.